# Viktor Stålberg
Viktor Stålberg (ur. 17 stycznia 1986 w Göteborgu) – szwedzki hokeista, reprezentant Szwecji, olimpijczyk.
Jego brat Sebastian (ur. 1990) także został hokeistą.

## Kariera
- Göteborg 1 (2001-2002)
- Mölndal J18 (2003-2004)
- Mölndal J20 (2003-2005)
- Mölndal (2003-2005)
- Frölunda J20 (2005-2006)
- Vermont Catamounts (2006-2009)
- Toronto Marlies (2009-2010)
- Toronto Maple Leafs (2009-2010)
- Chicago Blackhawks (2010-2013)
  -  Frölunda (2012)
  -  Atłant Mytiszczi (2012-2013)
- Nashville Predators (2013-2015)
- New York Rangers (2015-2016)
- Carolina Hurricanes (2016-2017)
- Ottawa Senators (2017)
- EV Zug (2017-2018)
- Awangard Omsk (2018-2019)
- Fribourg-Gottéron (2019-2021)

Wychowanek klubu Lerums BK. W drafcie NHL z 2006 został wybrany przez Toronto Maple Leafs. Od kwietnia 2009 roku zawodnik klubu. W lipcu 2010 roku przetransferowany do Chicago Blackhawks. W lipcu 2011 roku przedłużył kontrakt z klubem o dwa lata. Od października do listopada 2012 na okres lokautu w sezonie NHL (2012/2013) związany kontraktem z. Następnie od listopada do stycznia 2013 roku na tej samej zasadzie grał w rosyjskim klubie Atłant Mytiszczi. Od lipca 2013 zawodnik Nashville Predators związany czteroletnią umową. Od lipca 2015 zawodnik New York Rangers. Od lipca 2016 zawodnik Carolina Hurricanes. Od marca 2017 zawodnik Ottawa Senators. Od lipca 2017 zawodnik szwajcarskiego EV Zug. Pod koniec października 2018 został zawodnikiem rosyjskiego Awangardu Omsk. Pod koniec kwietnia 2019 przeszedł do Fribourg-Gottéron. W sierpniu 2021 ogłosił zakończenie kariery zawodniczej.
Uczestniczył w turniejach mistrzostw świata w 2012 oraz zimowych igrzysk olimpijskich 2018.

## Sukcesy
Klubowe
- Awans do Division 1: 2004 z Mölndal
- Mistrzostwo dywizji NHL: 2013 z Chicago Blackhawks
- Mistrzostwo konferencji NHL: 2013 z Chicago Blackhawks
- Presidents’ Trophy: 2013 z Chicago Blackhawks
- Clarence S. Campbell Bowl: 2013 z Chicago Blackhawks
- Puchar Stanleya: 2013 z Chicago Blackhawks
- Finał KHL o Puchar Gagarina: 2019 z Awangardem Omsk
- Srebrny medal mistrzostw Rosji: 2019 z Awangardem Omsk